# المعركة في برلين
كانت المعركة في برلين المرحلة النهائية لمعركة برلين. في حين شملت معركة برلين الهجوم من قبل ثلاثة مجموعات الجيوش السوفياتية لاحتلال ليس فقط برلين ولكن أراضي ألمانيا الشرقية من نهر الالب التي لا تزال تحت السيطرة الألمانية، وتشمل المعركة في برلين تفاصيل الأعمال القتالية والاستسلام الألماني داخل المدينة.
تم تحديد نتائج معركة الاستيلاء على عاصمة ألمانيا النازية خلال المراحل الأولية لمعركة برلين التي وقعت خارج المدينة. عندما استثمر (حاصر) السوفييت برلين و تم تدمير القوات الألمانية الموضوعة لمنعهم أو تم إجبارهم على العودة. ومع ذلك، كان هناك قتال عنيف داخل المدينة حيث قاتل الجيش الأحمر من شارع إلى آخر.
في 23 أبريل 1945، بدأت القوات البرية السوفيتية الأولى في اختراق الضواحي الخارجية لبرلين. بحلول 27 أبريل، كانت برلين معزولة تماما عن العالم الخارجي. استمرت المعركة في المدينة حتى 2 مايو 1945. في ذلك التاريخ، استسلم قائد منطقة برلين، الجنرال هيلموت فايدلينغ، لقائد الجيش السوفيتي، الفريق فاسيلي تشويكوف. كان تشويكوف أحد مكونات الجبهة البيلاروسية الأولى للمارشال جورجي جوكوف.

## مقدمة

### معركة أودر - نايسه
كانت البقعة التي شهدت المعركة الرئيسية هي مرتفعات سيلو، الخط الدفاعي الرئيسي الأخير خارج برلين. كانت هذه المعركة التي استغرقت أربعة أيام من 16 أبريل إلى 19 أبريل، هي آخر معركة أرضية في الحرب العالمية الثانية. اشترك في هذه المعركة من الجانب السوفيتي مليون رجل تقريبًا وأكثر من 20,000 دبابة وقطعة مدفعية لاختراق الخط الدفاعي الألماني الذي كان يحرسه حوالي 100,000 جندي و 1,200 دبابة ورشاش. انتصر السوفيت المعركة بقيادة جوكوف بعدما خسروا حوالي 30,000 رجل، بينما خسر الألمان 12,000 رجل.
وفي 19 أبريل، اليوم الرابع للمعركة، اخترقت الجبهة البيلاروسية الأولى آخر خط في دفاعات مرتفعات سيلو ولم يكن هناك ما يحول بينهم وبين برلين إلا شراذم متفرقة من القوات الألمانية. كانت الجبهة البيلاروسية الأولي تجتاح البلاد بعد أن استولت على «فورشت» في اليوم السابق. وقام جيش الحرس الثالث بقيادة غوردوف وجيشا دبابات الحرس الثالث والرابع بقيادة كلا من ريبالكو وليليشينكو على التوالي بالهجوم شمال شرق برلين، بينما توجهت الجيوش الباقية غربًا إلى قطاع يوجد فيه خط جبهة للجيش الأمريكي على نهر إلبه. وكانت الجيوش السوفيتية بهذا التحرك تفصل بين مجموعة جيوش فيستولا في الشمال وبين مجموعة الجيوش المركزية الألمانية في الجنوب. وفي نهاية هذا اليوم، انتهى وجود الجبهة الألمانية الشرقية الممتدة من شمال فرانكفورت حول مرتفعات سيلو إلى الجنوب حول فورشت، ومكنت هذه الاختراقات الجبهات السوفيتية من محاصرة الجيش التاسع الألماني في منطقة واسعة غرب فرانكفورت. وأدت محاولات الجيش التاسع الألماني للهرب للغرب إلى معركة الهالبه، وكانت خسائر السوفيت فادحة بين 1 أبريل و19 أبريل، أكثر من 2.807 دبابة منها حوالي 727 في معركة سيلو.

## حصار برلين

20 أبريل، هتلر يقابل شباب هتلر قبل المعركة

في يوم عيد ميلاد هتلر، 20 أبريل، بدأت مدفعية الجبهة البيلاروسية الأولى في قصف وسط برلين، ولم تتوقف حتى استسلمت المدينة، (وكان وزن متفجرات المدفعية السوفيتية أثقل من الحمولة التي قذفتها قاذفات الحلفاء الغربيين) واخترقت الجبهة البيلاروسية الأولى التشكيلات الأخيرة للجناح الشمالي لمجموعة الجيوش المركزية أثناء تقدمها ناحية شرق وشمال شرق المدينة وعبروا شمال يوتربوغ، حتى وصلوا قرب الخطوط الأمريكية الأمامية على نهر إلبه في ماغديبورغ. وفي الشمال بين شتاتين وشفيدت، هاجمت الجبهة البيلاروسية الثانية الجانب الشمالي لمجموعة جيوش فيستولا التابعة حيث جيش الدبابات الثالث بقيادة هاسو فون مانتيفيل. وخلال اليوم التالي، تقدم جيش دبابات الحرس السوفيتي الثاني بقيادة بوغدانوف حوالي 50 كيلومتر شمال برلين، ثم هاجم جنوب غرب فيرنيشين. ووصلت وحدات سوفيتية أخرى على حدود المدينة، وكانت خطة السوفيت هي حصار برلين تمهيدًا لحصار الجيش التاسع الألماني.
وانتقلت قيادة الفيلق الخامس الألماني تلقائيًا من جيش الدبابات الرابع إلى الجيش التاسع، عندما وقع في الحصار مع الجيش التاسع شمال فورشت. وكان الفيلق لا يزال يرابط على الطريق السريع الرابط ما بين برلين وكوتبوس. وعندما حقق الجانب الجنوبي لجيش الدبابات الرابع بعض النجاحات في صد هجمات الجبهة البيلاروسية الأولى، قام هتلر بإصدار أوامر أظهرت فقدانه لمهارته العسكرية، فقد أمر الجيش التاسع بالتمركز في كوتبوس، وتكوين جبهة غربية، ثم عليهم مهاجمة القوات السوفيتية المتجهة شمالاً. وكانت هذه الجبهة طرف الكماشة الشمالي الذي سيطبق مع جيش الدبابات الرابع القادم من الجنوب على الجبهة الأوكرانية الأولى. كان عليهم انتظار هجوم جنوبي من جيش الدبابات الثالث، ثم الاستعداد للتحول لطرف كماشة جنوبي لتطويق الجبهة البيلاروسية الأولي التي سيتم تدميرها بواسطة مفرزة (أكبر من فيلق وأصغر من جيش) تتقدم من شمال برلين بقيادة لواء وحدات النخبة النازية فيليكس شتاينر. عندما أوضح شتاينر أنه لا يملك فرق الجيش الكافية للهجوم، قام هاينريكي بالاتصال بقادة أركان هتلر وقال لهم إنهم إذا لم يسحبوا الجيش التاسع في أسرع وقت فأنه سيُحاصر بين الجبهتين البيلاروسية والأوكرانية، وأنه قد فات أوان تحركه إلى الشمال الغربي إلى برلين ويجب عليه التحرك غربًا. وذهب هاينريكي إلى حد التهديد بأنه سيطلب من هتلر التنحي إذا لم يأمر بتحرك الجيش التاسع غرباً.
وفي 22 أبريل، كان هتلر في حالة يرثى لها من الغضب الممزوج بالدموع في اجتماع تقييم الحالة، عندما أدرك أن خطط اليوم السابق لم يكتب لها النجاح. وأعلن أنه خسر الحرب ولام لواءاته، وقرر البقاء في برلين حتى النهاية ثم الانتحار. وفي محاولة لإخراج هتلر من غضبه، اقترح اللواء ألفرد يودل سحب الجيش الثاني عشر الألماني الذي يقوده الجنرال فالتر فينك من الغرب للتوجه إلى برلين ما دام الأمريكيين لن يتقدموا أكثر من مواقعهم على نهر الألبه. وتعلق هتلر بالفكرة، وفي خلال ساعات أُمر فينك بفك الاشتباك مع الأمريكيين والتحرك بجيشه إلى الشمال الشرقي إلى برلين، وأدرك أنه إذا تحرك الجيش التاسع غربًا، فسيلتحم مع الجيش الثاني عشر. وفي المساء أعطى هاينريكي الأمر بالالتحام.
وبعيدًا عن غرفة الخرائط وتخيلات قادة الأركان في مقر الفوهرر، كان السوفيت يكسبون المعركة فعليًا على الأرض، فقد قامت الجبهة البيلاروسية الثانية بإنشاء رأس جسر على الضفة الشرقية لنهر الأودر، وعبرت مسافة 15 كيلومتراً واشتبكت بضراوة مع جيش الدبابات الثالث، وخسر الجيش التاسع كوتبس بعدما ضُغط عليه من الشرق، وتقدمت دبابات سوفيتية كرأس حربة على نهر الهافل إلى شرق برلين، واخترقت دبابات أخرى الحلقة الدفاعية الداخلية لبرلين.
قام أحد المراسلين الحربيين السوفيت بالتعليق على المعركة بأسلوب الصحافة الروسية الحماسي المعروف أتناء الحرب العالمية الثانية، عندما أصبحت برلين في مدى قذائف المدفعية السوفيتية، قائلاً:
| « | رأينا على جدران البيوت نداءات غوبلز التي كُتبت بعُجالة بطلاء أبيض: "سيدافع كل ألماني عن عاصمته. سندحر الجحافل الحمراء على أسوار مدينتنا. فقط حاولوا أن توقفوهم!" ورصت الحواجز والألغام والشراك والفرق الانتحارية يمسكون قنابلهم اليدوية بأيديهم في انتظار الهجوم. وبدأت السماء تمطر قليلاً، ورأيت بطاريات الصواريخ قرب بيسدورف تستعد لإطلاق النار. "ما هي الأهداف؟" سألت قائد البطاريات. أجابني "وسط برلين وجسور شبري، وشمال برلين ومحطة قطارات شتاتين" ثم جاءت الأوامر من القيادة "اقصفوا عاصمة ألمانيا الفاشية." ونظرت في الساعة فكانت 8:30 صباحًا، يوم 22 أبريل. وسقطت ستة وتسعون قذيفة مدفع على وسط برلين خلال بضع دقائق. | » |

وفي 23 أبريل، ضيقت الجبهتان البيلاروسية والأوكرانية الخناق على برلين، وقطعت آخر ارتباط بين الجيش التاسع والعاصمة، واستمرت عناصر من الجبهة البيلاروسية الأولى في التحرك غربًا، وبدأت في الاشتباك مع الجيش الألماني الثاني عشر الذي كان متجهًا إلى برلين. وفي نفس اليوم، عين هتلر اللواء هيلموت فايدلينغ كقائد لمنطقة برلين الدفاعية مكان الفريق ريمان. وبحلول 24 أبريل، أكملت عناصر من الجبهتين البيلاروسية والأوكرانية الحصار على المدينة. وفي اليوم التالي 25 أبريل، بحثت وحدات سوفيتية كبيرة عن مداخل قطارات الإنفاق لاختراقها، وفي نهاية اليوم، انهارت الدفاعات الألمانية الرئيسية، ولم يكن هناك شيء يحول دون دخول السوفيت للمدينة، إلا دفاعات يمكنها فقط تأخير الدخول، لأن السوفيت كسبوا المعارك الحاسمة خارج المدينة.

## التحضيرات
في 20 أبريل، أمر هتلر وبدء الفيرماخت عملية Clausewitz، والتي دعت إلى الإخلاء الكامل لجميع مكاتب الفيرماخت وقوات الأمن الخاصة في برلين؛ أدى هذا إلى إضفاء الطابع الرسمي على مكانة برلين كمدينة في خط المواجهة. 
كانت القوات المتاحة لفايدلينغ للدفاع عن المدينة مكونة من العديد من فرق الجيش الألماني وفرق وحدات النخبة النازية المقاتلة (فافين) (بالألمانية: Waffen-SS). كان تعداد تلك القوات حوالي 45.000 رجل، وكانت هذه الفرق مدعمة بقوات الشرطة والصبيان الصغار في منظمة شباب هتلر، وجيش الشعب (بالألمانية: Volkssturm) (فولكس شتورم). وكان العديد من الرجال الكبار في الفولكس شتورم مقاتلين سابقين في الجيش وبعضهم كان من قدامي المحاربين الذين شاركوا في الحرب العالمية الأولى، كما كان لدى قائد حي وسط المدينة، عميد وحدات النخبة النازية فيلهلم مونكه، أكثر من 2.000 رجل تحت قيادته. قسّم فايدلينغ المدينة إلى ثمانية أقسام، كل قسم يقوده عقيد أو لواء، ولكن لم يمتلك معظمهم خبرة قتالية سابقة. وفي غرب المدينة كانت ترابط فرقة المشاة العشرون، وفي الشمال فرقة المظلات التاسعة، إضافة إلى فرقة دبابات مونخيبورغ في الشمال الشرقي، وفي الجنوب الغربي شرق مطار تيمبلهوف فرقة المشاة الميكانيكية الحادية عشر التابعة لوحدات النخبة النازية المسماة نوردلاند (بالألمانية: Nordland)، وفرقة المشاة الميكانيكية الثامنة عشر التابعة للاحتياط المرابطة في حي وسط برلين.
كان مصير برلين قد حُسم منذ أن ربح السوفيت المعارك الحاسمة خارج المدينة، وعلى الرغم من ذلك فقد استمر الألمان في المقاومة. وفي 23 أبريل، هاجم جيش الصاعقة الخامس بقيادة نيقولاي برزارين وجيش دبابات الحرس الأول بقيادة ميخائيل كاتوكوف برلين من الجنوب الشرقي، وبعد أن صدا هجوم مضاد بواسطة فيلق الدبابات السادس والخمسين الألماني، وصلا في مساء 24 أبريل إلى السكك الحديدية لقطارات الأنفاق في الجانب الشمالي من قناة تيلتوف [الإنجليزية]. وفي نفس الوقت، أمر هتلر كل القوات الألمانية بإعادة تقوية الدفاعات الداخلية، ولكن لم يصل إلى برلين سوى وحدات من المتطوعين في وحدات النخبة النازية الفرنسية تحت قيادة العميد غوستاف كروكنبيرغ. وفي يوم 25 أبريل، عُين كروكنبيرغ كقائد للقطاع الدفاعي ج، وكان قطاع ج هو أكثر قطاع يعاني من الضغط السوفيتي لدخول المدينة.
وفي 26 أبريل، عُين لواء المدفعية هيلموت فايدلينغ كقائد لمنطقة برلين الدفاعية، وشق جيش الحرس الثامن بقيادة فاسيلي تشيكوف وجيش دبابات الحرس الأول طريقهما عبر الضواحي الجنوبية وهاجما مطار تيمبلهوف، ووصلا إلى حلقة قطارات الأنفاق الدفاعية، حيث واجها مقاومة شرسة من فرقة مينخيبورغ. ولكن بحلول 27 أبريل، واجهت فرقتا المينخيبورغ والنوردلاند الضعيفتان اللتان تدافعان عن الجنوب الشرقي خمسة جيوش سوفيتية - من الشرق إلى الغرب: جيش الصاعقة الخامس وجيش الحرس الثامن وجيش دبابات الحرس الأول وجيش دبابات الحرس الثالث بقيادة بافل ريبالكو (جزء من الجبهة الأوكرانية الأولى)، لذلك تراجعت فرقتا المينخيبورغ والنوردلاند إلى وسط المدينة، حيث اتخذا مواقع دفاعية جديدة حول هيرمانبلاتز. أبلغ كروكنبيرغ في الحال اللواء هانز كريبس قائد أركان القيادة العليا للجيوش الألمانية، أنه في خلال 24 ساعة سيتوجب على فرقة النوردلاند التراجع إلى قطاع وسط المدينة، وكانت القوات السوفيتية تتقدم إلى وسط المدينة على المحاور الرئيسية التالية: من الجنوب الشرقي على طول الفرانكفورتر إليه (وينتهي عند ألكسندربلاتز)؛ ومن الجنوب عبر سونين إليه وينتهي شمال بيل أليانس بلاتز، ومن الجنوب وينتهي عند بوتسدامر بلاتز ومن الشمال وينتهي قرب الرايخستاغ. كانت الأماكن التي شهدت أعنف المعارك هي الرايخستاغ وجسر ملتكه وألكسندربلاتز وجسور هافل في شبانداو، وكان القتال من بيت إلى بيت وفي الشوارع، وقاتلت الوحدات الأجنبية التابعة لوحدات النخبة النازية بشراسة، لأنها كانت ذات عقيدة ومبدأ كما اعتقدوا أنهم سيقتلون لو وقعوا في الأسر.

## التكتيكات والتضاريس
كانت مجموعة قتالية سوفيتية وحدة أسلحة مختلطة تضم حوالي ثمانين رجلاً في مجموعات اعتداء من ستة إلى ثمانية جنود، مدعومة عن كثب بالمدفعية الميدانية. كانت هذه الوحدات التكتيكية تمكنت من تطبيق تكتيكات القتال من منزل إلى منزل التي أجبروا على تطويرها وصقلها في كل مدينة فيستونجسشتات ( مدينة القلعة ) التي واجهوها منذ ستالينجراد. 

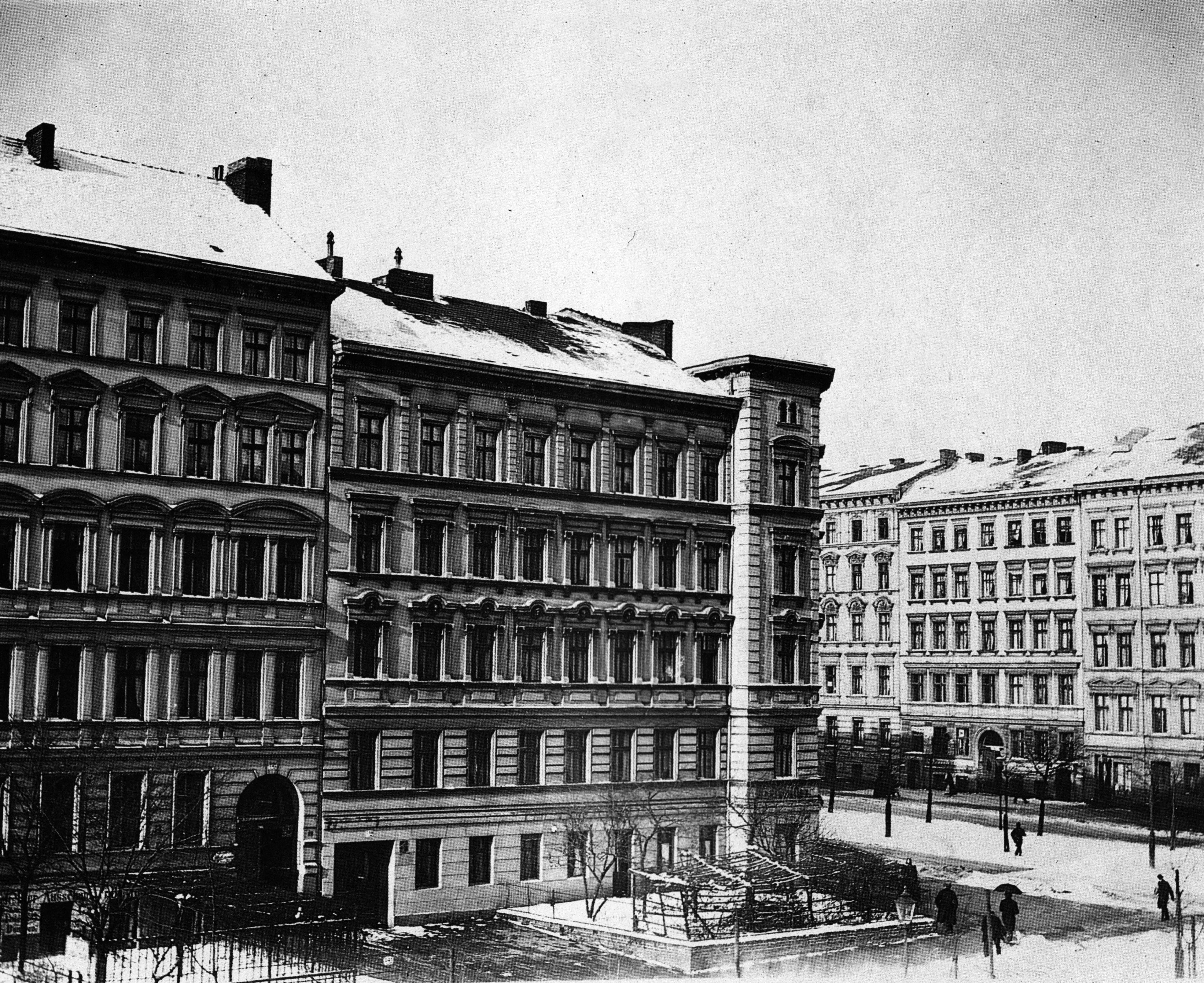
شقق سكنية في برلين عام 1900.

## المعركة

### الضواحي الخارجية
مع خوض المراحل الحاسمة للمعركة خارج المدينة، تم تحديد مصير برلين، ومع ذلك استمرت المقاومة في الداخل.  في 23 أبريل، عين هتلر جنرال المدفعية الألماني ( الجنرال دير أرتيليري) هيلموت ويدلينج قائدًا لمنطقة دفاع برلين. قبل يوم واحد فقط، أمر هتلر بإعدام ويدلينج رمياً بالرصاص. كان هذا بسبب سوء فهم بشأن أمر تراجع صادر عن ويدلينج كقائد لفيلق بانزر 56. في 20 أبريل ، تم تعيين ويدلينج قائدًا لفيلق بانزر 56. ويدلينج استبدال اللفتنانت كولونيل (Oberstleutnant) إرنست كيثر كقائد برلين. قبل يوم واحد فقط ، حل كايثر محل اللفتنانت جنرال ( Generalleutnant ) هيلموت ريمان، الذي شغل هذا المنصب لمدة شهر واحد فقط.

### الضواحي الداخلية
مع تلاقي الجيوش السوفييتية للجبهة البيلاروسية الأولى والجبهة الأوكرانية الأولى في وسط المدينة، كانت هناك العديد من حوادث «النيران الصديقة» العرضية التي تتضمن قصف مدفعي لأن الطائرات والمدفعية للجبهات السوفيتية المختلفة لم يتم تنسيقها بشكل متكرر أخطأت الجماعات الهجومية في الجيوش الأخرى زحددتها كقوات للعدو. في الواقع، أصبح التنافس بين الجيوش السوفيتية للسيطرة على وسط المدينة شديدًا. وقال قائد فيلق من الجبهة الأوكرانية الأولى مازحا بدعابة مقتضبة «الآن يجب ألا نخاف من العدو، ولكن من جيراننا ... لا يوجد شيء أكثر اكتئابًا في برلين من معرفة نجاحات جارك». اقترح بيفور أن التنافس ذهب إلى أبعد من مجرد النكات ويقول إن تشيكوف أمر عمداً الجناح الأيسر لجيش الحرس الثامن (من الجبهة البيلاروسية الأولى) عبر جبهة دبابات الحرس الثالث (من الجبهة الأوكرانية الأولى) ، مما أدى إلى حجب الطريق المباشر إلى الرايخستاغ. بما أن تشيكوف لم يبلغ ريبالكو، قائد جيش دبابات الحرس الثالث، بأن الثامن كان يقوم بذلك، أمرت القوات بتنفيذ هذه المناورة بإصابات غير متناسبة من النيران الصديقة. 

### السيطرة على وسط المدينة
|  |
|  |
|  |

خلال الساعات الأولى من صباح 30 أبريل، أبلغ فايدلينغ هتلر شخصيًا أن المدافعين عن المدينة ستنفذ ذخيرتهم بحلول الليل، فأعطاه هتلر الأذن بمحاولة الهروب عبر خطوط الجيش الأحمر التي تحاصر برلين. وفي عصر هذا اليوم، انتحر هتلر وإيفا وأُحرقت جثتيهما في مكان ليس ببعيد عن مقر الفوهرر. وكان هتلر قد أوصى في وصيته الأخيرة برئاسة البلاد للواء بحري كارل دونتز في حكومة فلنسبورغ، وبالمستشارية لغوبلز.
وعندما عبر السوفيت الخطوط الدفاعية وتراجع المدافعون، تركزوا في منطقة صغيرة في وسط المدينة. وكانوا حوالي 10.000 جندي ألماني، تمت مهاجمتهم من جميع الجهات، وعلى جانب آخر دكت المدفعية السوفيتية مبنى وزارة الطيران المبني من الخرسانة المسلحة، وتراجعت كتيبة دبابات التايغر الألمانية من مواقعها شرق تايرغارتين للدفاع عن وسط المدينة ضد جيش الحرس الثالث بقيادة كوتزنيتسوف (الذي كان على الرغم من اشتراكه في القتال بضراوة حول الرايخستاغ، إلا أنه كان يتقدم من شمال تايرغارتين) وضد جيش الحرس الثامن الذي كان يتقدم من جنوب تايرغارتين. قسمت القوات السوفيتية المنطقة التي تشبه الهلال التي يسيطر عليها الألمان إلى نصفين، وجعلوا الهروب إلى الغرب أكثر صعوبة.
وفي الساعات الأولى من يوم 1 مايو، جرت محادثة بين كريبس واللواء تشيكوف قائد جيش الحرس الثامن السوفيتي، وأخبره بموت هتلر ورغبته في إجراء مفاوضات الاستسلام النهائي للمدينة، إلا أنهما لم يتوصلا لاتفاق بسبب إصرار السوفيت على الاستسلام غير المشروط وإدعاء كريبس عدم امتلاكه صلاحية ذلك. وفي عصر هذا اليوم، انتحر غوبلز وعائلته، وكان غوبلز هو العقبة الوحيدة أمام فايدلينغ لإعلان الاستسلام غير المشروط، لكنه فضل الانتظار حتى صباح اليوم التالي لإعلان الاستسلام، حتى ينفذ مخططه للهرب في الليل.

#### معركة الرايخستاغ
في الساعة 06:00 يوم 30 أبريل، لم تكن فرقة البندقية رقم 150 قد استولت على الطوابق العليا لوزارة الداخلية، ولكن أثناء استمرار القتال، شن 150 هجومًا من هناك عبر 400 متر من كونيجسبلاتز نحو الرايخستاغ. بالنسبة للسوفييت، كان الرايخستاغ رمز الرايخ الثالث (من المفارقات، أنه لم يتم ترميمه من قبل النازيين بعد الحريق )؛ لكنه كان ذات قيمة كبيرة لدرجة أن السوفييت أرادوا الاستيلاء عليها قبل عرض عيد العمال في موسكو. لم يكن الهجوم سهلاً. كان الألمان قد حفروا شبكة معقدة من الخنادق حول المبنى وتم ملء نفق منهار بالمياه حيث شكل خندقًا عبر Königsplatz.  
وفي الساعات الأولى من صباح 29 أبريل، عبر جيش الصاعقة السوفيتي الثالث جسر مولتكه، وبدأ في الانتشار في الشوارع والمباني المحيطة، وكان لغياب المدفعية أثرًا كبيرًا على سرعة تقدم الهجمات الأولى على المباني التي تضمنت مبنى وزارة الداخلية. ولم تتدخل المدفعية، حتى تم إصلاح الجسر المدمر. وفي الساعة الرابعة صباحًا بمقر الفوهرر، كتب هتلر وصيته الأخيرة ثم تزوج من إيفا براون، وبحلول الفجر كثف السوفيت هجماتهم من الجنوب الشرقي. وبعد قتال عنيف تمكنوا من احتلال مقر الغيستابو في شارع برينز-ألبريخت (بالألمانية: Prinz-Albrecht Straß)، والذي يُعرف حاليًا باسم نايدركيرشنير (بالألمانية: Niederkirchner straße)، ولكن السوفيت أُجبروا على التراجع من المبنى تحت ضغط الهجوم المضاد الذي قامت به وحدات النخبة النازية. وفي الجنوب الغربي، بدأ جيش الحرس الثامن هجومه ناحية الشمال عبر قناة لاندفير إلى تايرغارتين.
وبحلول اليوم التالي، 30 أبريل، تمكن السوفيت من إعادة بناء الجسور المحطمة وبمساندة المدفعية هاجموا الرايخستاغ في الساعة السادسة صباحًا. ولم يتمكن السوفيت من دخول المبنى حتى المساء، بسبب الخنادق الألمانية حول المبنى ومساندة مدافع عيار 88 مللي الموجودة على أبراج المدفعية المضادة للطائرات في حديقة حيوان برلين التي تبعد كيلومترين عن الرايخستاغ. لم يكن مبنى الرايخستاغ مستخدمًا منذ عام 1934، عندما أمر هتلر بحرقه، وكان المبنى من الداخل بشبه كومة ركام. واستغل الألمان هذا أحسن استغلال، واعتمدوا اعتمادًا كبيرًا على الانتظار في الخنادق والحفر وبين الركام. طارد السوفيت الألمان داخل المبنى من غرفة إلى غرفة، واستغرقت هذه المطاردات يومين حتى سيطر السوفيت تمامًا على الرايخستاغ.

### نهاية المعركة
في حوالي الساعة 04:00 من يوم 1 مايو، تحدث كريبس مع تشويكوف، قائد جيش الحرس الثامن السوفيتي. عاد كريبس خالي الوفاض بعد رفضه الموافقة على الاستسلام غير المشروط. فقط Reichskanzler Goebbels لديه الآن سلطة الموافقة على الاستسلام غير المشروط. في وقت متأخر بعد الظهر، سمم غوبلز أطفاله. في حوالي الساعة 20:00، غادر جوبلز وزوجته ماجدة القبو، وأطلقوا النار على أنفسهم في نفس الوقت أو تلقوا رصاصة الرحمة على الفور بعد ذلك من قبل حارس في قوات الأمن الخاصة.  كما وعد السوفييت، في الساعة 10:45 يوم 1 مايو أطلقوا «إعصار نيران» على الجيب الألماني في المركز لإجبار الألمان على الاستسلام دون قيد أو شرط. 
وفي ليلة 2/1 مايو، حاول معظم الجنود الألمان عبور الخطوط السوفيتية للهرب من وسط المدينة في ثلاثة اتجاهات مختلفة، ونجح فقط الجنود الذين اتجهوا غربًا نحو حي تيرغارتين بعد أن عبروا جسر الشارلوتين (بالألمانية: Charlottenbrücke) (على نهر هافل) للوصول إلى شبانداو. وعلى الرغم من نجاحهم في الهرب والوصول إلى شبانداو، إلا أن القلة التي عبرت أولاً هي التي نجحت في الوصول لخطوط الحلفاء الغربين، بينما قتل أو أسر السوفيت معظم الهاربين. وفي الصباح الباكر ليوم 2 مايو، سيطر السوفييت على مقر المستشارية، ولم يتكبد السوفييت العناء الذي تكبدوه للسيطرة على الرايخستاغ، لأن معظم الجنود هربوا أو كانوا مشغولين بالهرب. واستسلم اللواء فايدلينغ وقادة أركانه في الساعة السادسة صباحًا، واصطحبه السوفيت لمقابلة اللواء تشوكوف في الساعة 8:30 صباحًا، حيث وافق فايدلينغ على أن يصدر الأوامر للجنود الألمان بالاستسلام للسوفيت، وقام فايدلينغ بكتابة هذا الأمر بناء على أوامر اللواءين تشوكوف وفاسيلي سوكولوفسكي.
وغادرت الحامية القوية المكونة من 350 رجل برج المدفعية المضادة للطائرات في حديقة برلين، وكان هناك قتال متفرق في بعض البنايات المعزولة، حيث يوجد بعض جنود وحدات النخبة النازية الذين رفضوا الاستسلام، فقام السوفيت بتحويل هذه البنايات إلى ركام. وقام الجيش الأحمر بتوزيع الطعام على الألمان مدنيين وعسكريين في مطاعم تابعة للجيش الأحمر، ولكنهم قبضوا على أي شخص يرتدي أي لباس رسمي مثل رجال الإطفاء وعمال السكك الحديدية في البيوت، وأرسلوهم للشرق كسجناء حرب.

## ما بعد
بذل الجيش الأحمر جهودًا كبيرة لإطعام سكان المدينة بناء على أوامر العقيد الجنرال نيكولاي برزارين.  ومع ذلك، في العديد من المناطق، نهبت القوات السوفيتية الانتقامية (عادة وحدات الصف الخلفي) واغتصبت (ما يقدر بنحو 100000) وقتلت المدنيين لعدة أسابيع.